# Lynden (Adelsgeschlecht)
Die Familie van Lynden ist ein geldrisches Uradelsgeschlecht. Zahlreiche Zweige der Familie bestehen bis heute in den Niederlanden.
Im 16. Jahrhundert bildete sich eine Linie in Lüttich, die 1623 zur Reichsstandschaft in der Grafschaft Reckheim und somit in den Hochadel gelangte. Sie nahm aufgrund einer Wappenähnlichkeit und behaupteten Abstammung den Namen des alten lothringischen Grafengeschlechts Aspremont an; seit 1676 lautet der offizielle Titel dieser Linie Grafen von Aspremont-Lynden. Die Grafschaft Reckheim wurde 1795 von Frankreich annektiert. Die Linie existiert bis heute in Belgien. Zweige waren auch in Deutschland (Linden (hessisch-württembergisches Adelsgeschlecht)), Österreich, Ungarn und der heutigen Slowakei ansässig. 

## Geschichte

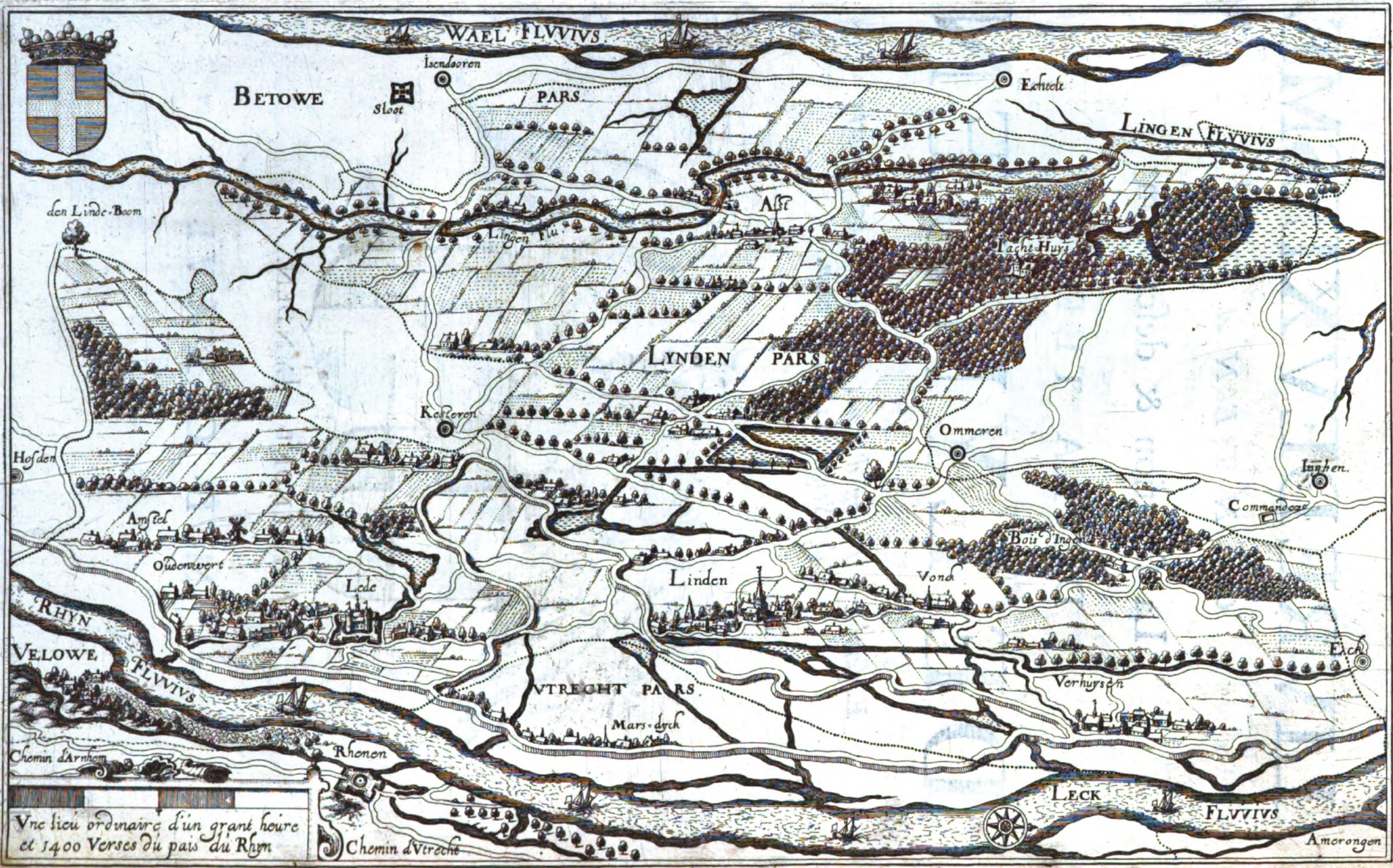
Herrschaft Lienden im 17. Jahrhundert

Ursprünglich stammt das Geschlecht aus Lienden in der Landschaft Betuwe in den heutigen Niederlanden (das dortige Stammschloss Huis ter Lede wurde 1823 abgebrochen). Sie sollen dieses Lehen ursprünglich als Ministerialen des Kollegiatstifts St. Martini  in Emmerich am Rhein erhalten haben. Die Familie besaß ihren dortigen Stammsitz, Huis Ter Lede, bis Anfang des 15. Jahrhunderts. 
Die Familie besteht aus mehreren Zweigen. Die meisten sind in den Niederlanden geblieben und stellten mehrere hochrangige Militärs, Politiker und Minister der Republik der Sieben Vereinigten Provinzen und der Niederlande.
Von 1375 bis 1931 war die Familie auf Schloss Hemmen (Gemeinde Overbetuwe, Gelderland) ansässig, zeitweilig auch auf Schloss Aalst (bei Zaltbommel) und Sinderen (bei Voorst).

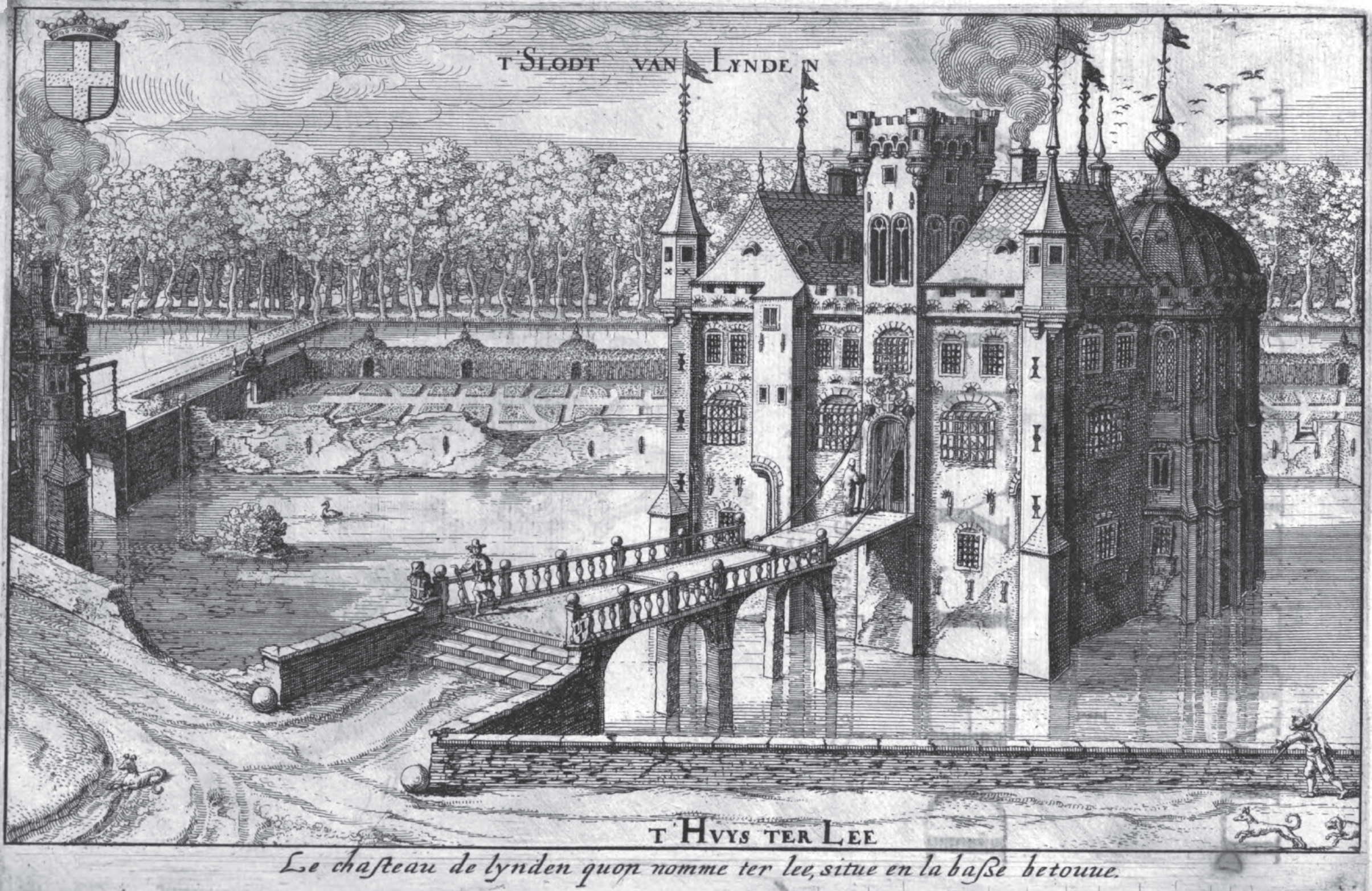
Schloss ter Lede in Lynden
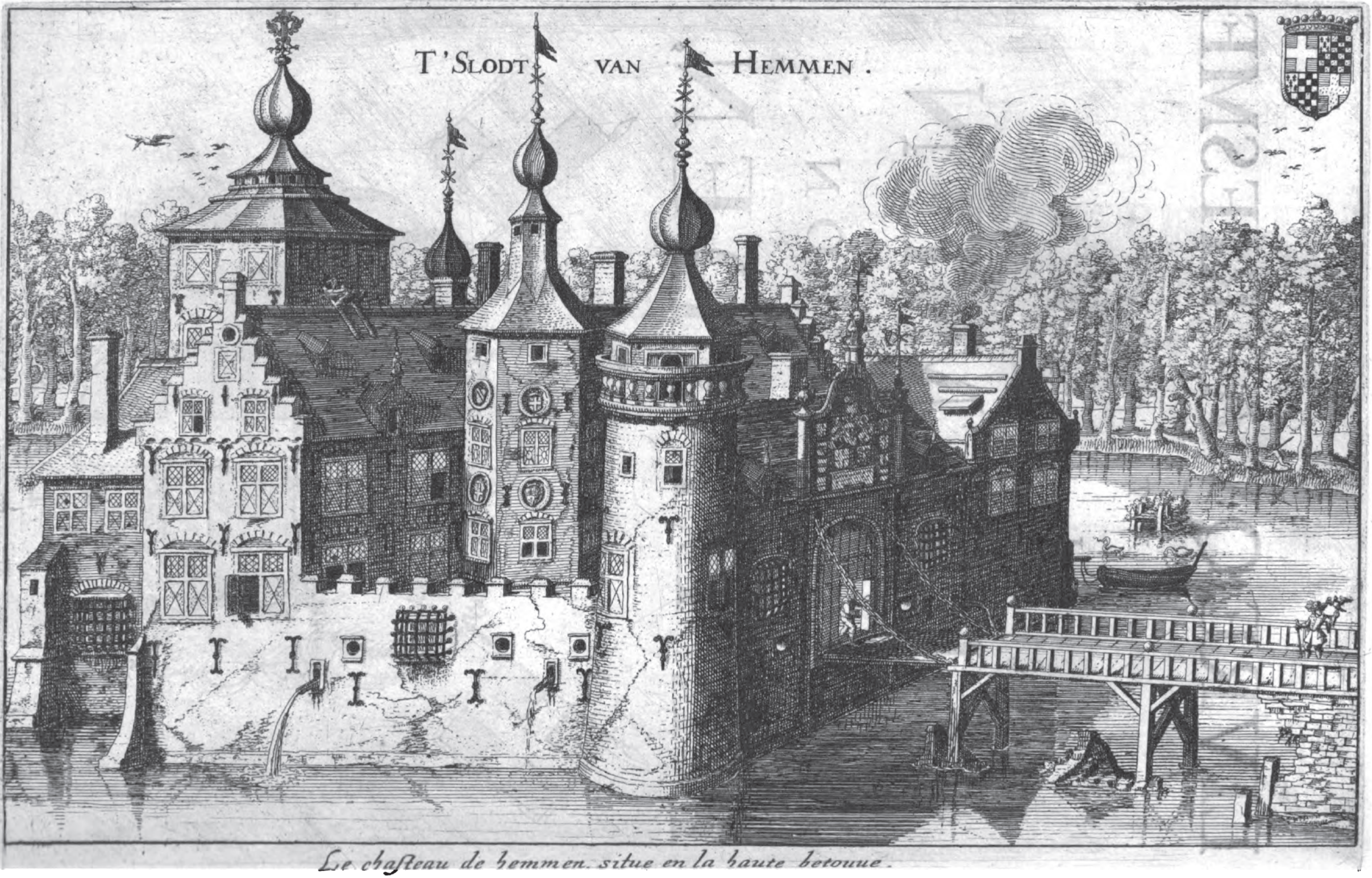
Schloss Hemmen

## Grafen von Reckheim und Grafen von Aspremont-Lynden

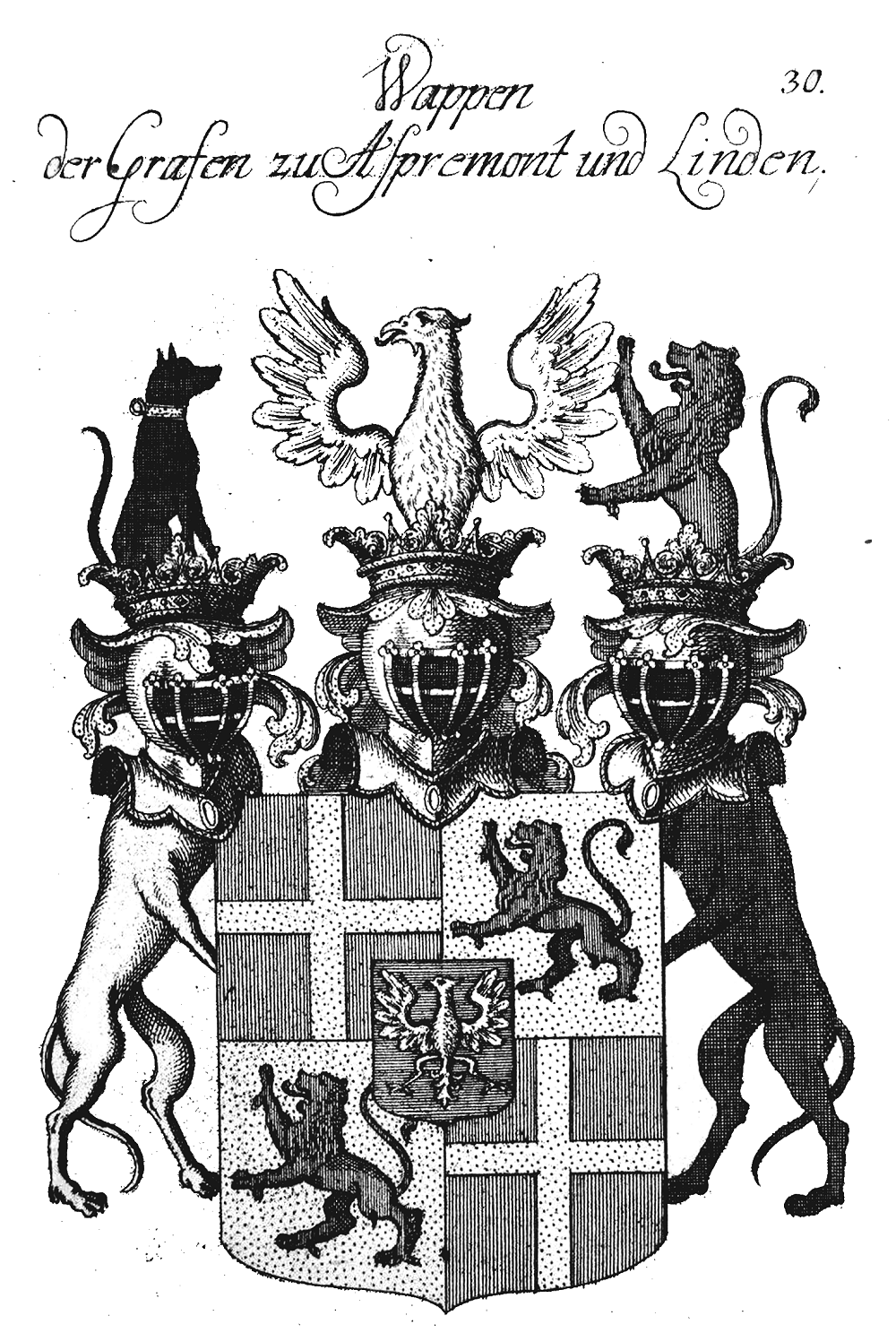
Wappen der Grafen von Aspremont und Lynden

Im 16. Jahrhundert ging Thierry de Lynden (Dirk van Lynden) an den Hof des Fürstbischofs von Lüttich, Erhard von der Mark, heiratete dessen Nichte Katharina, verkaufte später seine niederländischen Besitzungen und erwarb Güter (u. a. Dormaal) im Hochstift Lüttich. Dessen Regenten diente er als Haushofmeister und Geheimer Rat. Sein Sohn Hermann von Lynden (1547–1603) erwarb 1579 von Wilhelm von Quadt-Wykradt die Herrschaft Reckheim (heute Rekem in Belgien), sein Bruder Robert von Lynden (ca. 1535–1610) die Herrschaft Stoumont mit Schloss Froidcourt. Beide waren hochrangige Militärs. 1610 wurden sie zu Reichsfreiherren erhoben. 1676 erhielten ihre Nachfahren den Reichsgrafenstand unter dem Namen Aspremont-Lynden, unter Bezug auf eine angebliche (jedoch auf Fälschung beruhende) Abstammung von den im 14. Jahrhundert erloschenen lothringischen Grafen von Apremont, die ein ähnliches Wappen geführt hatten. Die Grafschaft Reckheim gehörte seither dem Niederrheinisch-Westfälischen Reichskreis und ihre Besitzer dem westfälischen Reichsgrafenkollegium an.

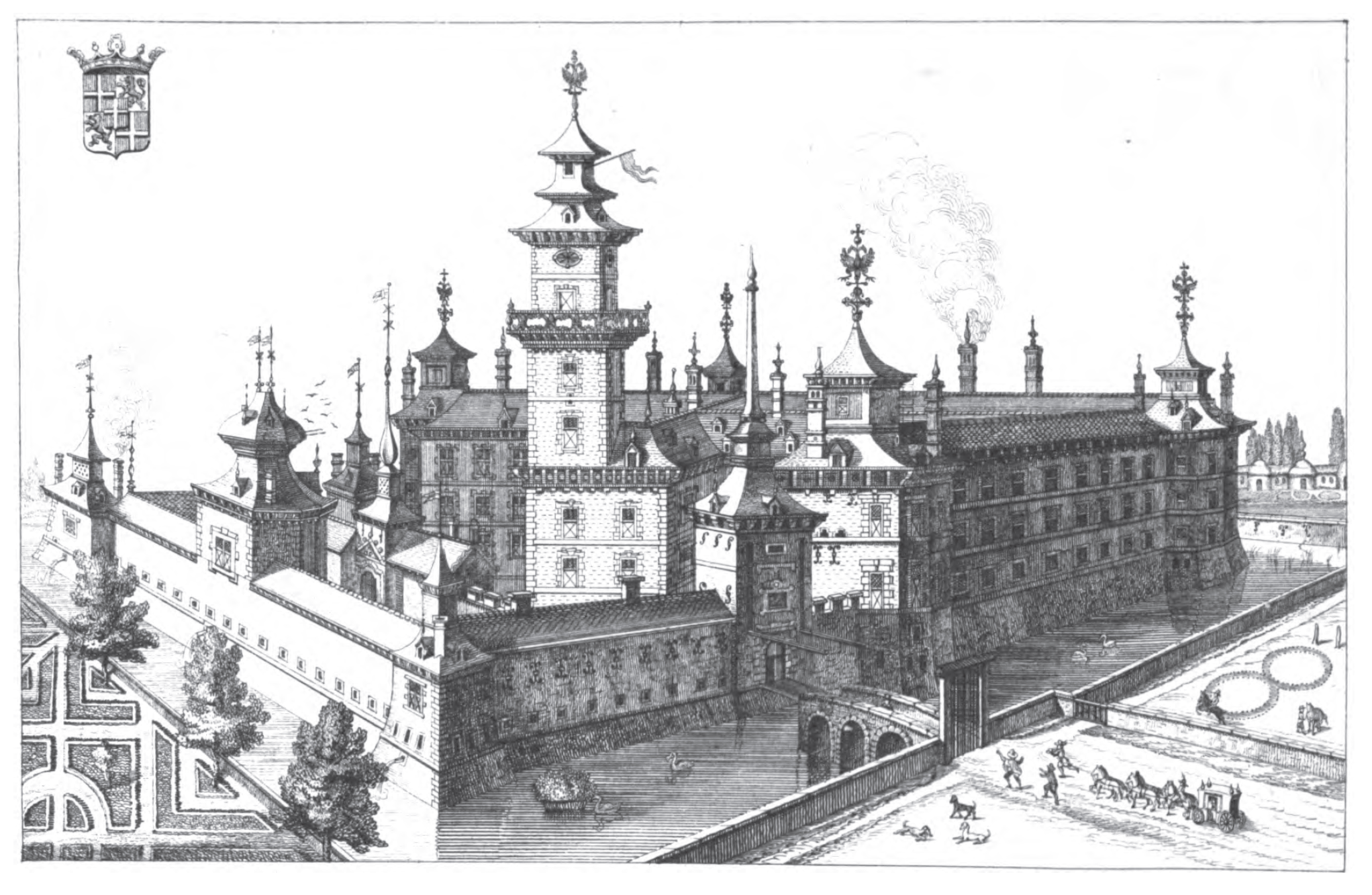
Schloss Reckheim (Rekem) 1626
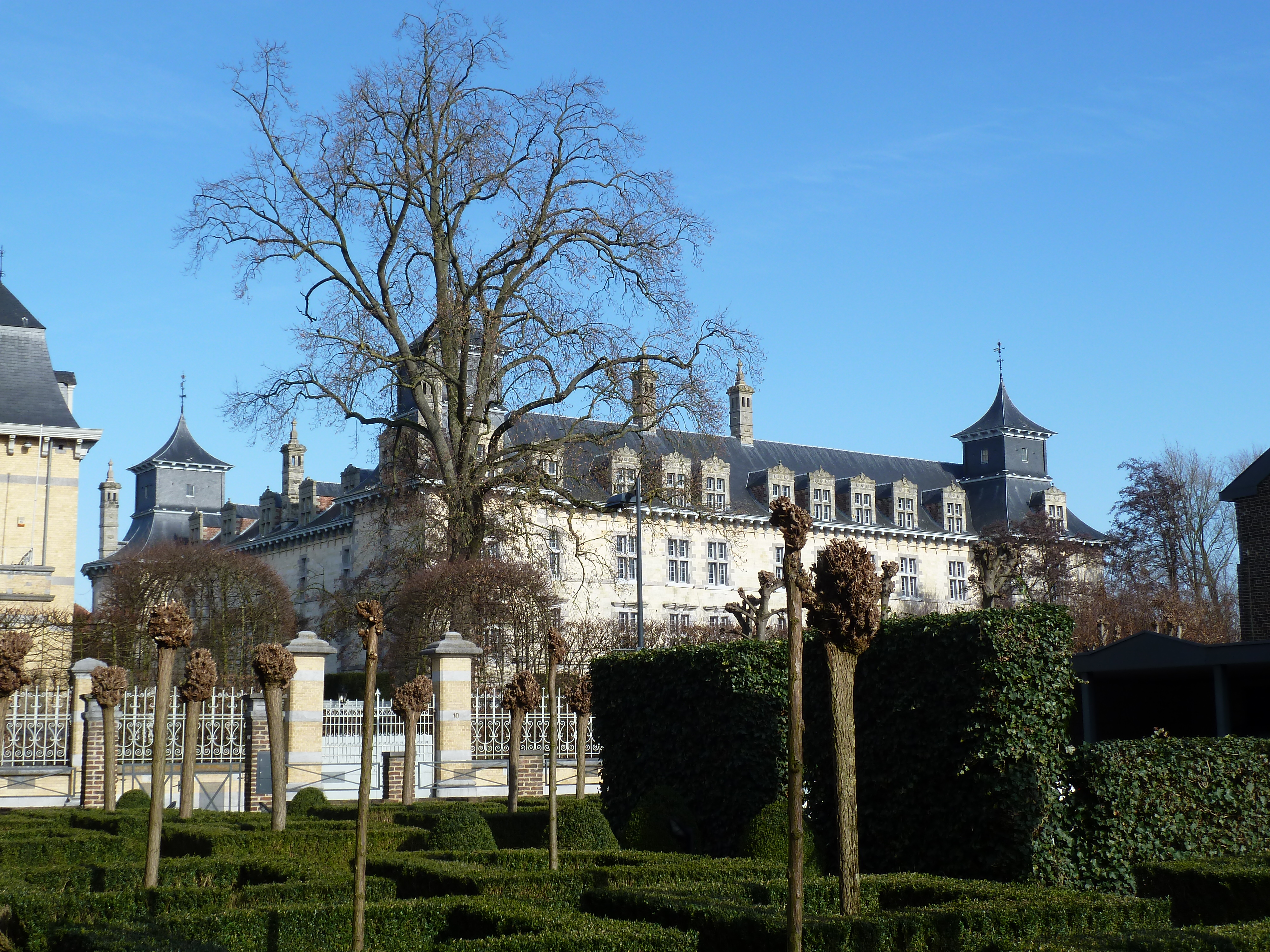
Schloss Aspremont-Lynden in Rekem heute
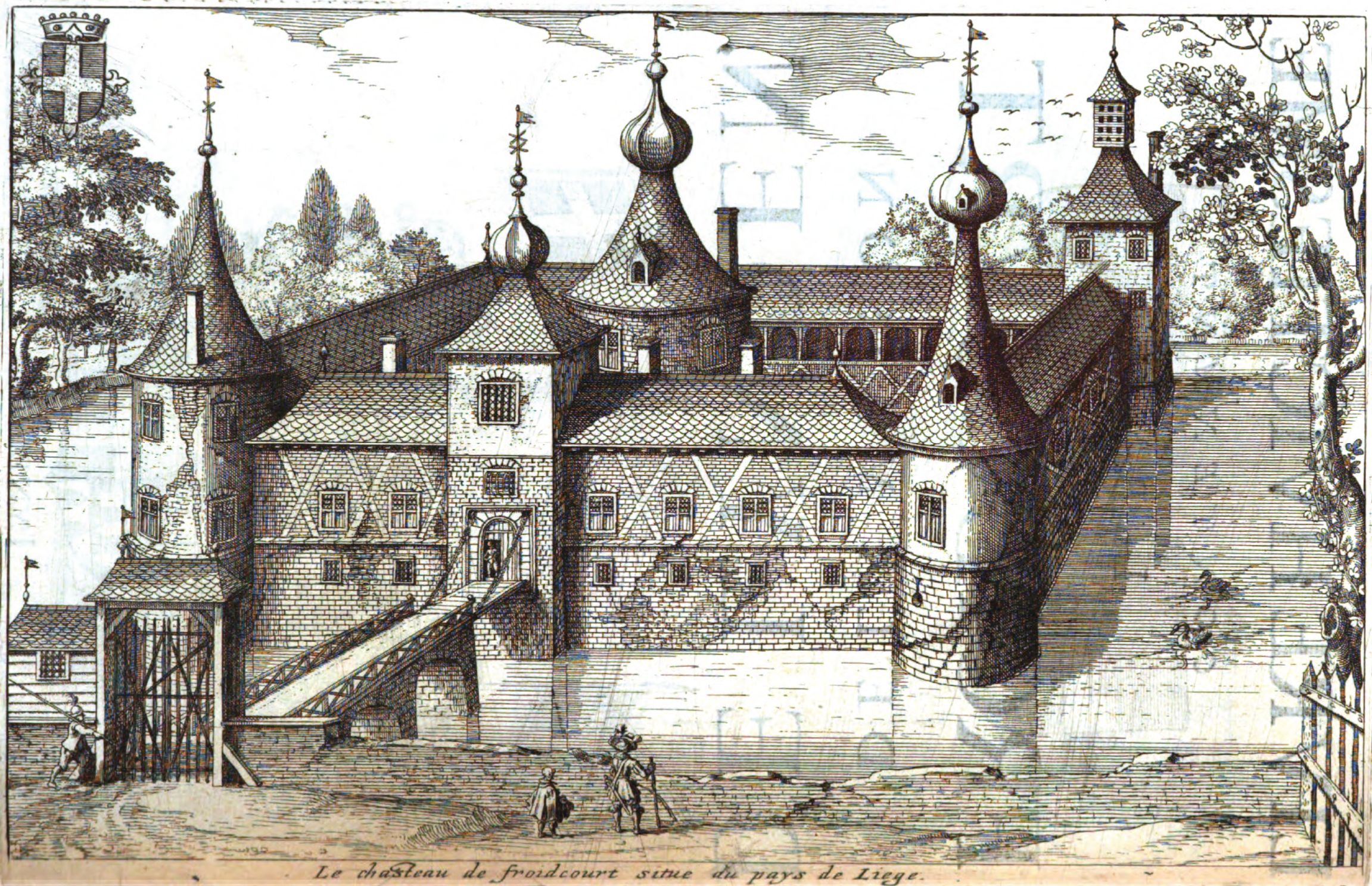
Schloss Froidcourt in Stoumont, 1626

Dieser Zweig stellte hochrangige Militärs, Politiker und Minister im Hochstift Lüttich, im Heiligen Römischen Reich und später in Belgien. Mehrere Mitglieder dieses Zweiges dienten den Habsburgern und ließen sich in Österreich-Ungarn nieder, darunter der Feldmarschall Graf Ferdinand Gobert von Aspremont-Lynden (1645–1708), der durch seine Ehe mit Julia Barbara Rákóczi Besitzungen in Ungarn erhielt, oder sein Neffe Ferdinand Karl von Aspremont-Lynden (1689–1772), der ebenfalls Feldmarschall war. Spuren sind heute vor allem in Österreich, der Slowakei und Ungarn zu finden, so das Palais Aspremont in Bratislava und das Palais Erdödy-Fürstenberg in Wien.
1793 wurde die Grafschaft Reckheim im Ersten Koalitionskrieg vom revolutionären Frankreich besetzt und 1795 annektiert. Graf Johann Nepomuk Gobert von Aspremont-Lynden (1732–1805) wurde 1802 mit dem säkularisierten reichsunmittelbaren Kloster Baindt in Württemberg und einer Rente entschädigt, 1812 verkaufte sein Sohn jedoch das Kloster. Mit dessen Tod am 16. September 1819 und nur drei Tage später, dem seines einzigen Sohnes Karl Gobert (1790–1819), erlosch die Linie der Grafen von Reckheim im Mannesstamm. Erbin der ungarischen Güter Lednitz, Ónod, Szerencz, Borsi und Makovicza wurde Gräfin Maria von Aspremont-Lynden (1787–1866), Tochter von Graf Johann Gobert von Aspremont-Lynden (1757–1819), und seit 1807 Ehefrau des Grafen Georg Erdödy (1785–1859).

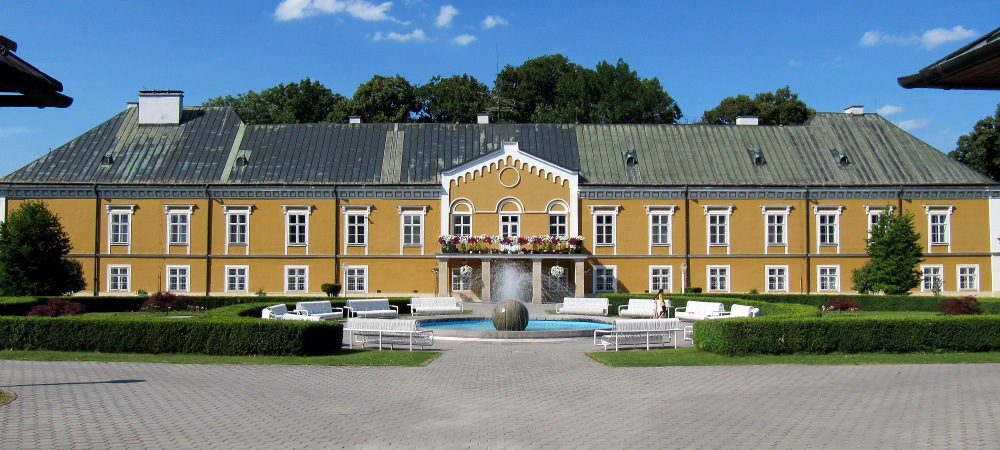
Schloss Lednitz, heute Lednické Rovne, Slowakei
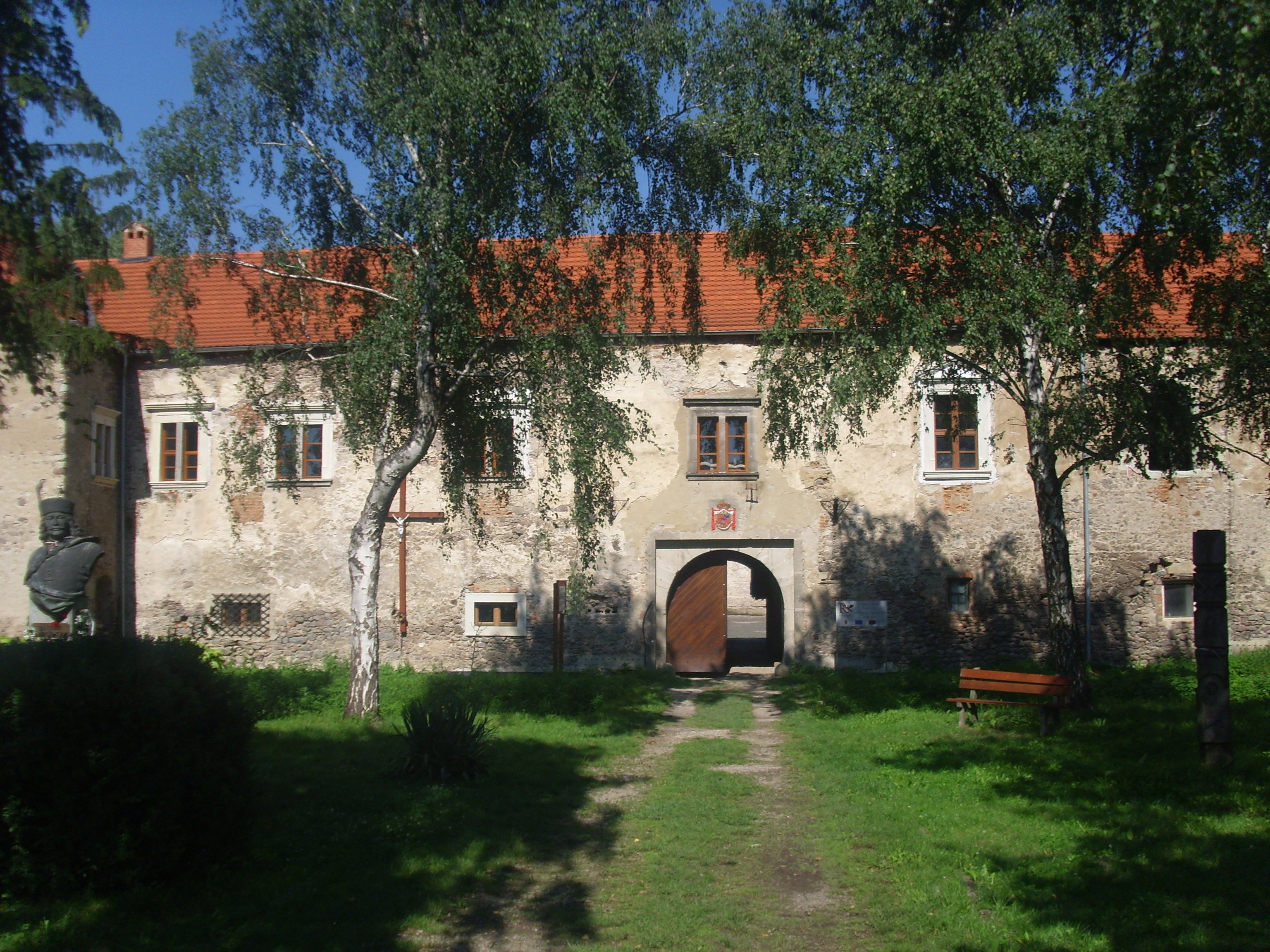
Schloss Borsi, heute Borša, Slowakei
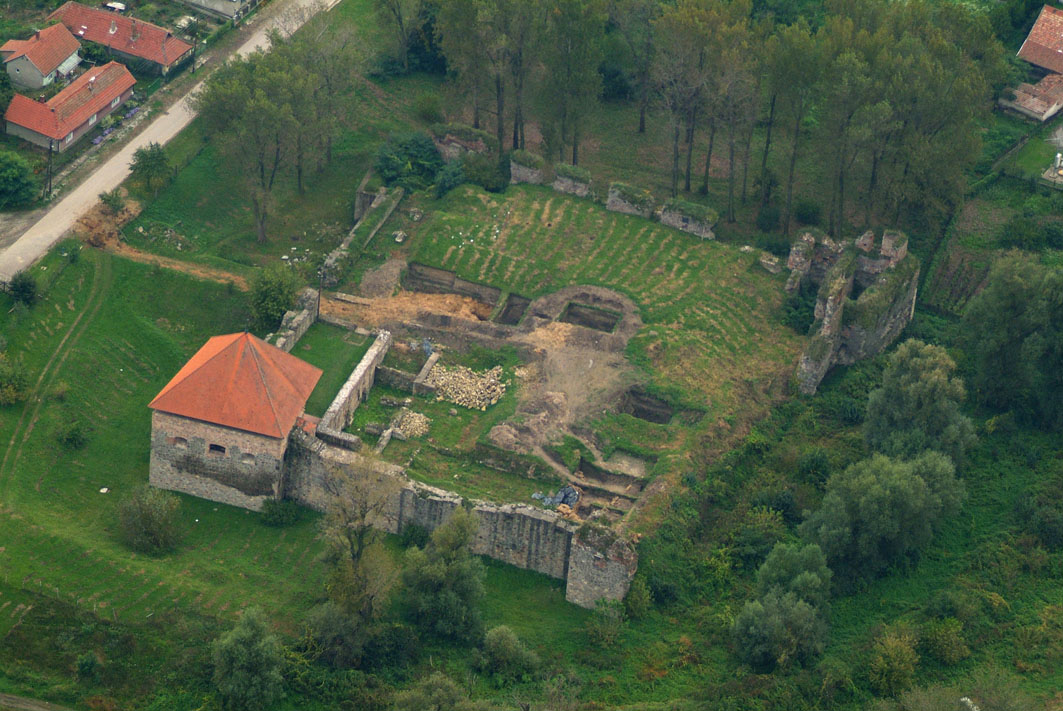
Schloss Ónod in Ungarn, heute Ruine

## Bekannte Mitglieder

### Zweig in den Niederlanden

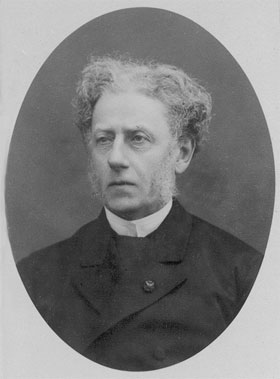
Theo Graf van Lynden van Sandenburg (1826–1885), Ministerpräsident der Niederlande (1879–1883)

- Frans Godaert van Lynden (1702–1786), 13. Herr von Hemmen, Blitterswijk und Lunenburg
- Caspar Anton van Lynden tot de Park (1707–1748), Drost der Heerlijkheid Bredevoort
- Willem Carel Hendrik van Lynden van Blitterswijk (1736–1816), Mitglied der Ersten Kammer der Generalstaaten
- Constantia van Lynden van Hoevelaken (1761–1831), Mätresse von Wilhelm V. von Oranien-Nassau
- Jan Hendrik van Lynden van Lunenburg (1765–1854), Mitglied der Ersten Kammer der Generalstaaten
- Jan Elias Nicolaas van Lynden van Hoevelaken (1766–1841), Mitglied und Vorsitzender der Zweiten Kammer der Generalstaaten
- Dirk van Lijnden (1779–1837), Bürgermeister von Nijmegen
- Rudolph Willem graaf van Lynden (1808–1876), Bürgermeister von Apeldoorn, Kommissar des Königs der Provinz Zeeland
- Theo graaf van Lynden van Sandenburg (1826–1885), Außenminister, Finanzminister und Vorsitzender des Ministerrats der Niederlande
  - Alex graaf van Lynden van Sandenburg (1873–1932), Kommissar der Königin in der Provinz Utrecht (1914–1924); er war in dieser Funktion die Kontaktperson zwischen Wilhelmina und Ex-Kaiser Wilhelm (Haus Doorn)
- Robert Melvil baron van Lynden (1843–1910), Mitglied der Ersten Kammer der Generalstaaten, Außenminister
- Alexander Frederik baron van Lynden (1856–1931), Bürgermeister von Utrecht
  - Godert Jacob Karel baron van Lynden (1886–1964), Bürgermeister von Baarn, Mitglied der NSB und Unterstützer und Berater von Anton Mussert; nach der Befreiung wurde er vor Gericht gestellt und zu einer Haftstrafe verurteilt
    - Godert Alexander Frederik van Lynden (1910–2002), Bürgermeister von Elburg
- Constant Theodore Emmo graaf van Lynden van Sandenburg (1905–1990), Kommissar der Königin in Utrecht
- Frank Wolfaert Boudewijn baron van Lynden (1918–2000), Res.-Major der Kavallerie, Koadjutor des Johanniter-Ordens, Träger des Bronzenen Kreuzes

### Zweig in Belgien
- Thierry de Lynden (auch Dirk van Lynden) (um 1497–1566), Vicomte von Dormaal
- Robert von Lynden (1535–1610), Baron von Froidcourt
- Hermann von Lynden (1547–1603), Erwerber der Herrschaft Reckheim
  - Ernst von Lynden (1583–1636), Graf von Reckheim
- Ferdinand Gobert von Aspremont-Lynden (1643–1708), Graf von Aspremont-Lynden-Reckheim, kaiserlicher Feldmarschallleutnant
- Ferdinand Karl, Graf von Aspremont-Lynden (1689–1772), kaiserlicher Feldmarschall
- Wilhelm Josef, Graf von Aspremont-Lynden (1702–1779), 1758 Feldmarschallleutnant
- Guillaume, comte d’Aspremont Lynden (1815–1889), Minister für auswärtige Angelegenheiten (1871–1878)
- Guy, comte d'Aspremont Lynden de Maillen[2] (1882–1962), Leutnant im Corps des autos-canons belges (Corps belgischer Panzerwagen mit Maschinengewehren) in Galizien während des Ersten Weltkriegs,[3] Veteran beider Weltkriege, Ritter des Malteserordens, Träger des Orden Leopolds II. (Commandeur)
- Charles, comte d’Aspremont Lynden (1888–1967), Minister für Landwirtschaft (1939–1940), (Bruder des vorigen)
  - Harold, comte d’Aspremont Lynden (1914–1967), 1960/61 belgischer Minister für afrikanische Angelegenheiten zur Zeit der Kongo-Krise
- Geoffroy, comte d’Aspremont Lynden (1904–1979), Botschafter
- Jean, comte d’Aspremont Lynden (1926–1944), (im Kampf am 7. September 1944 getötet)[4]

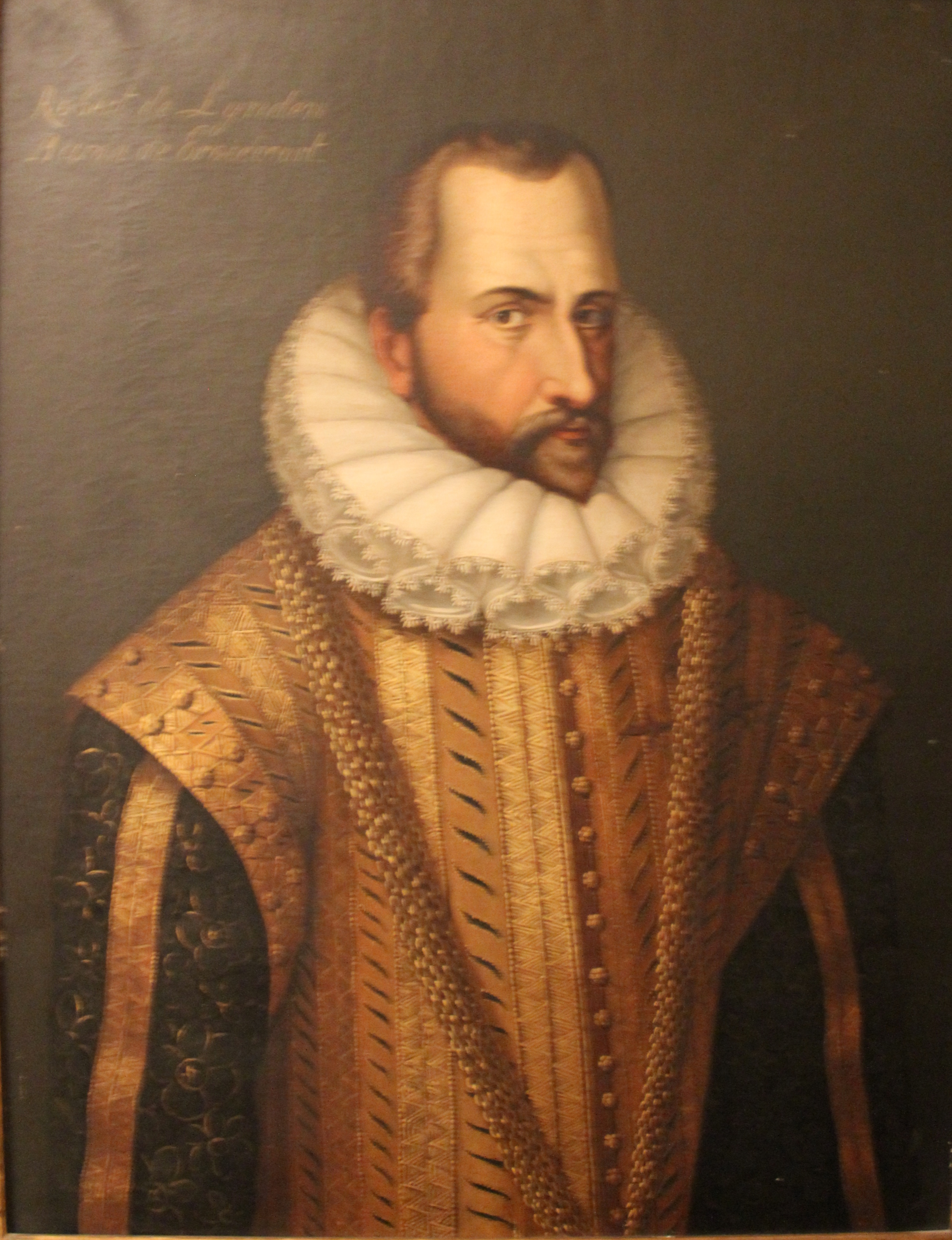
Robert von Lynden (1535–1610), Baron von Froidcourt
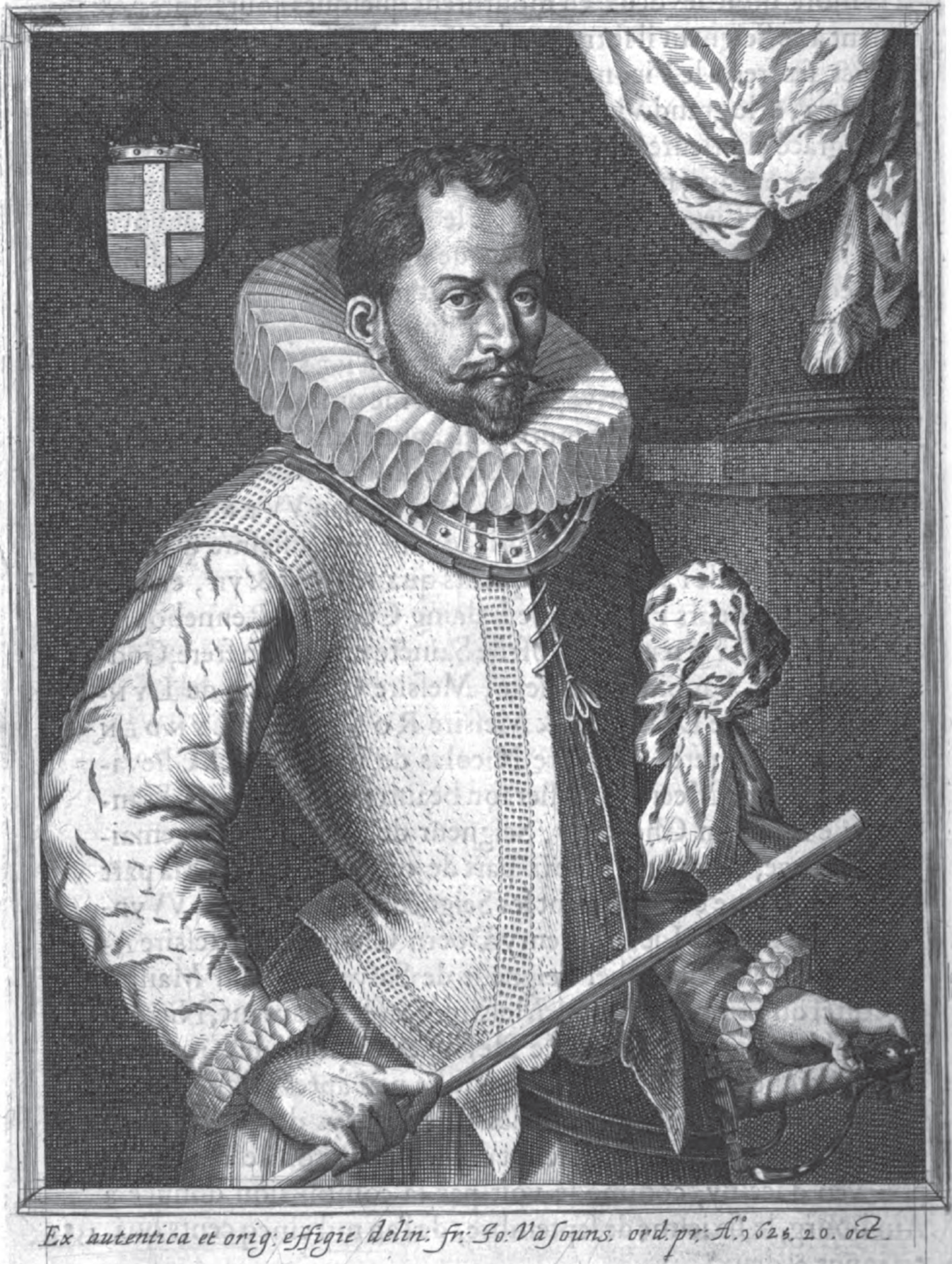
Hermann von Lynden (1547–1603), Erwerber der Herrschaft Reckheim
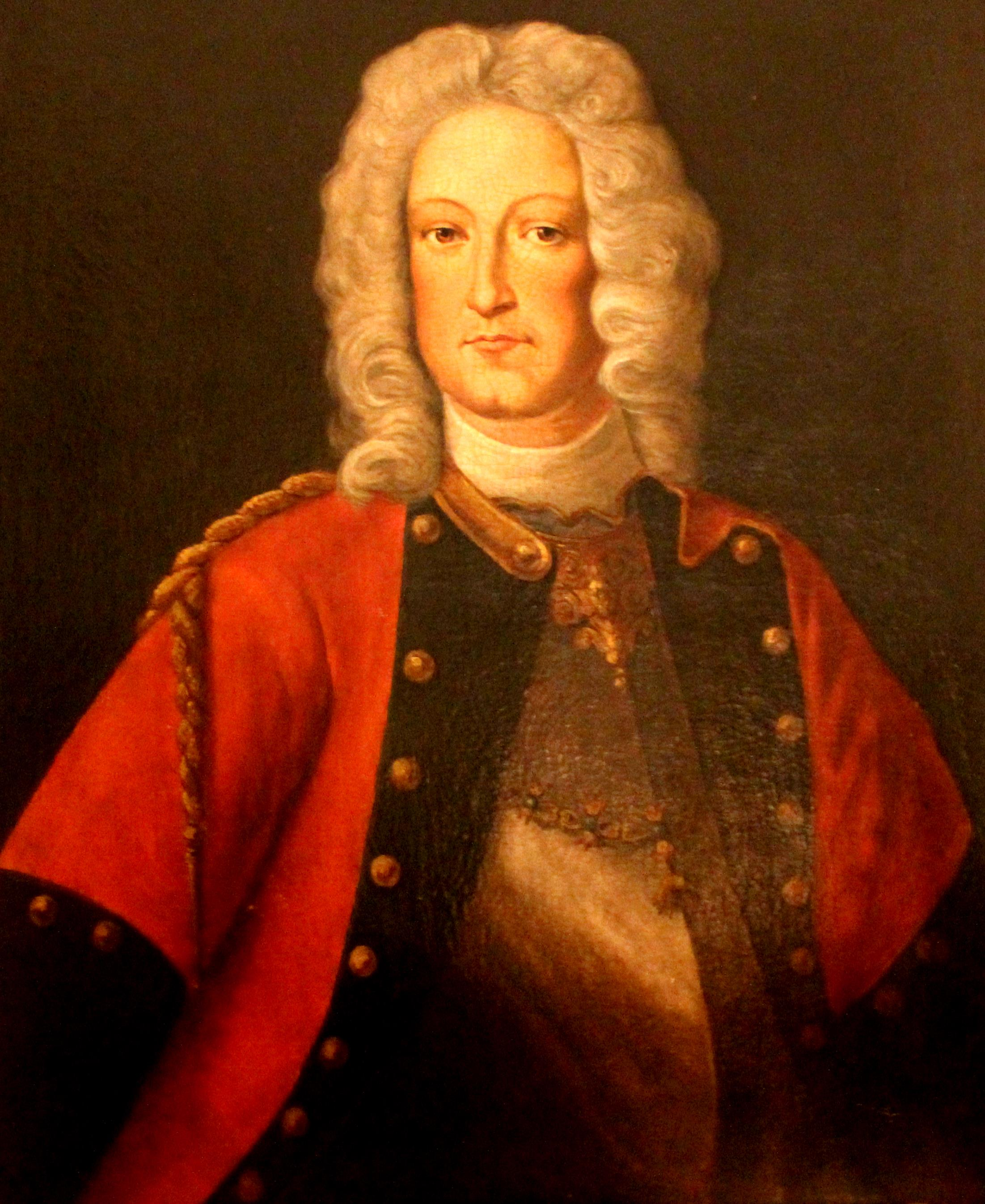
Ferdinand Gobert von Aspremont-Lynden (1643–1708), kaiserlicher Feldmarschall-Leutnant
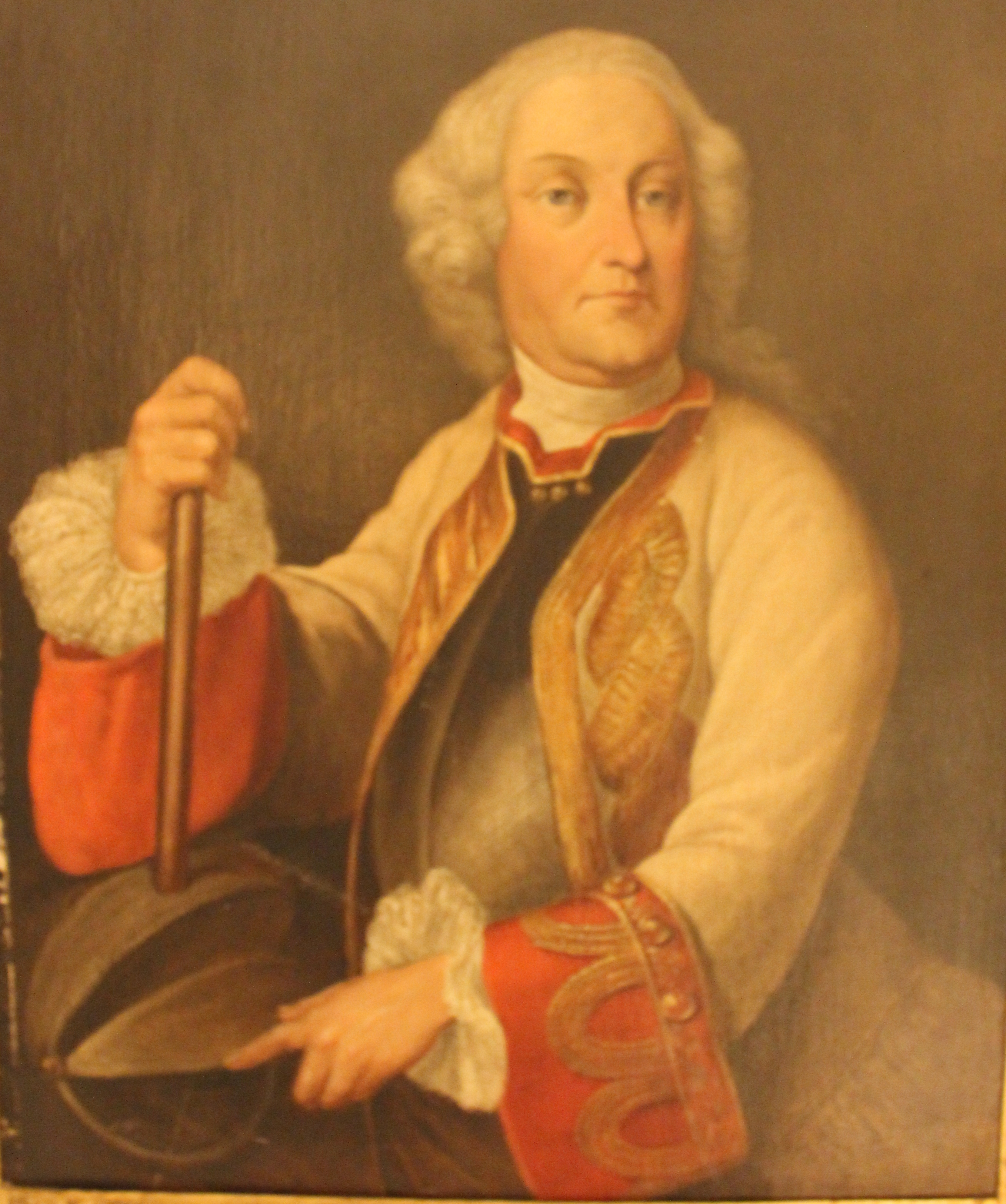
Ferdinand Karl, Graf von Aspremont-Lynden (1689–1772), kaiserlicher Feldmarschall
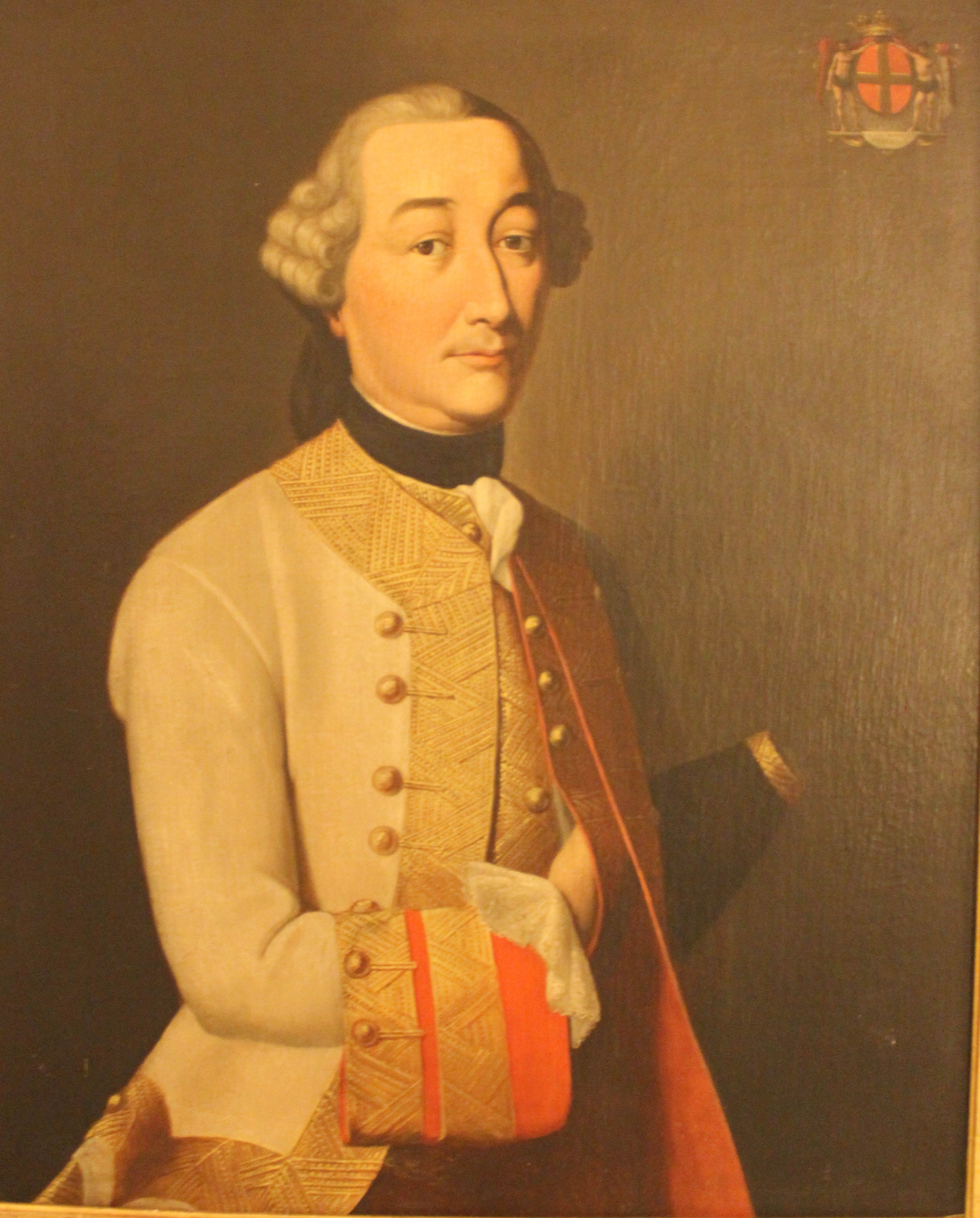
Wilhelm Joseph, Graf von Aspremont-Lynden (1702–1779), Feldmarschall-Leutnant

## Orte im Zusammenhang mit der Familie

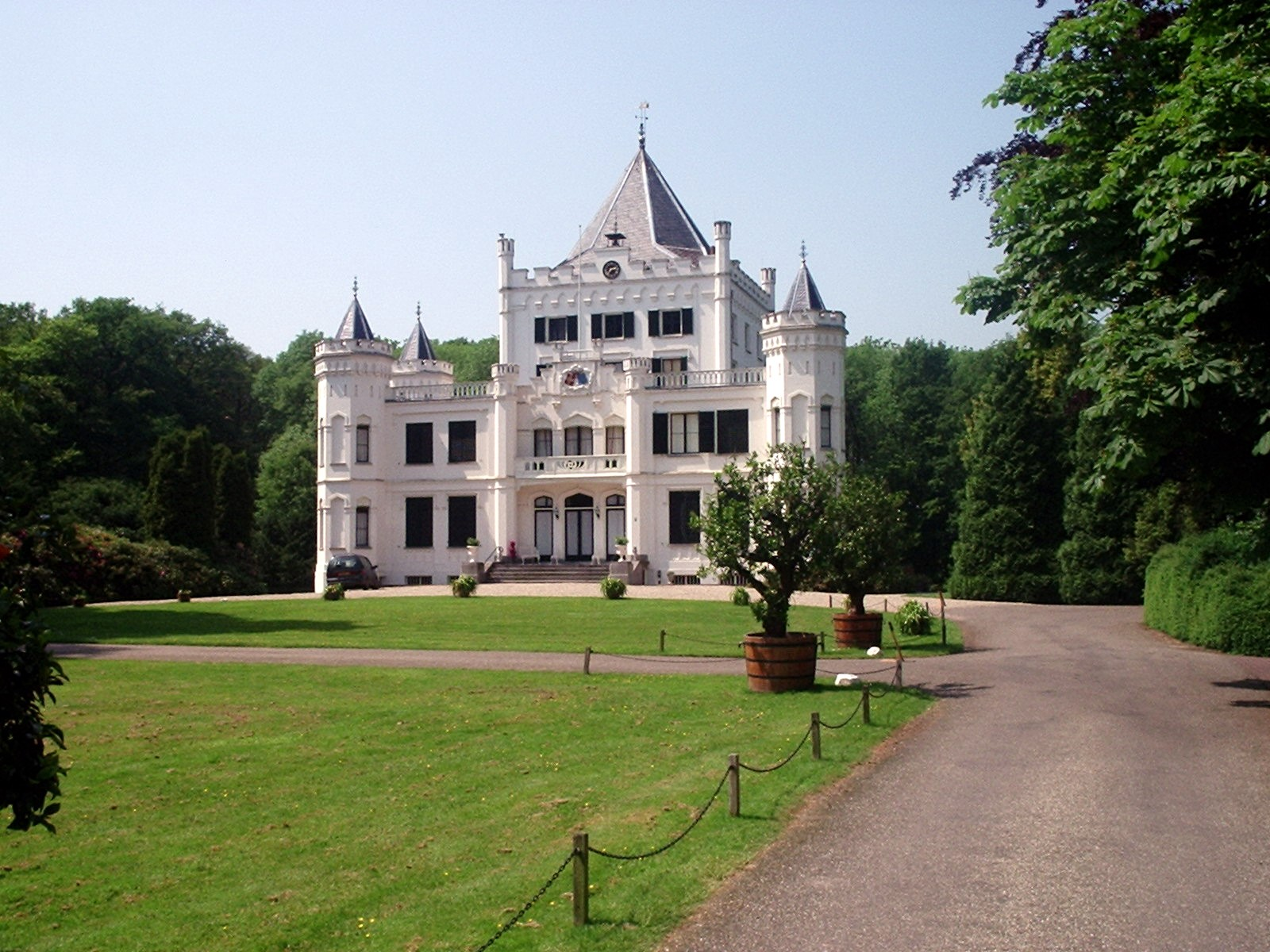
Schloss Sandenburg in der Gemeinde Wijk bij Duurstede, seit 1792 im Besitz des Zweiges van Lynden van Sandenburg

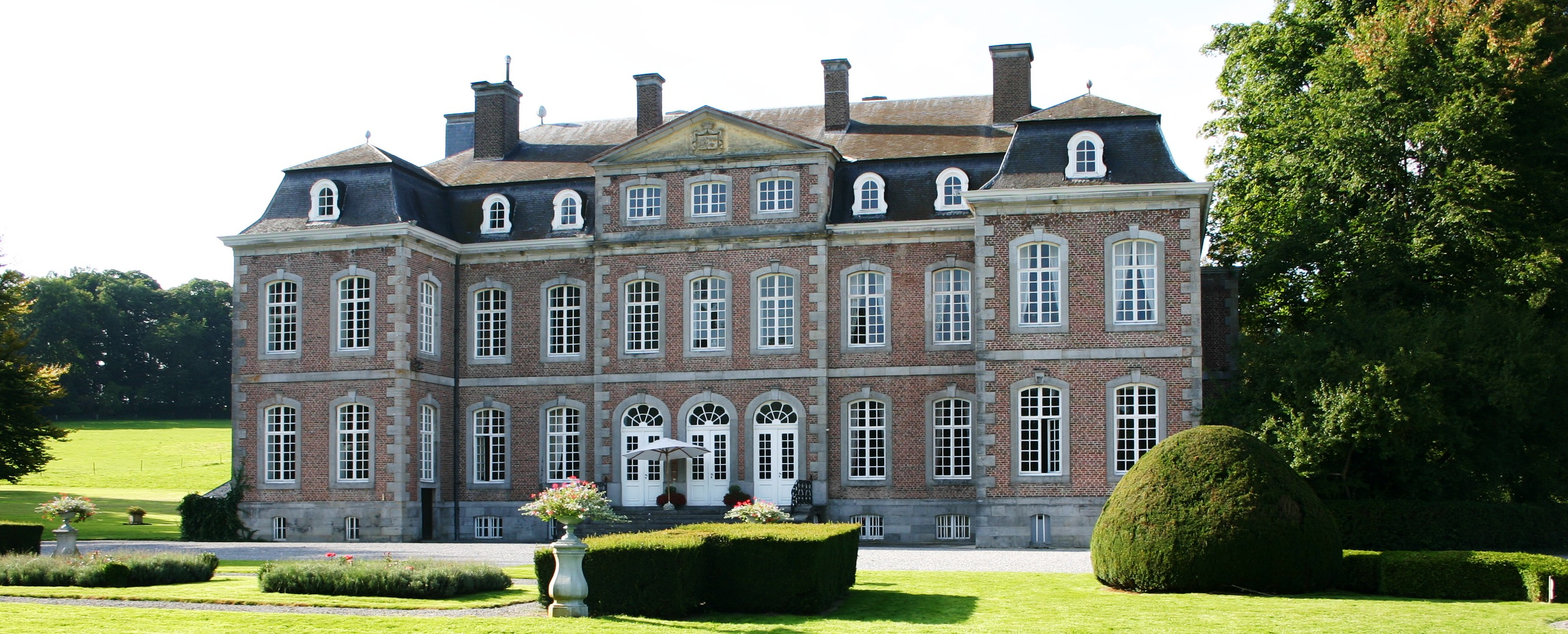
Schloss Barvaux, seit 1680 im Besitz der Grafen von Aspremont-Lynden

- Schloss Blitterswijck, Niederlande (1515–1788)
- Schloss Aspremont-Lynden in Rekem, Belgien (1579–1792 im Besitz der Familie)
- Schloss Froidcourt im Stoumont, Belgien (von Robert von Lynden erworben, blieb Sitz der älteren Linie der Grafen Aspremont-Lynden, Barone von Froidcourt, bis ca. 1792)
- Schloss Barvaux, Belgien (1680 bis heute im Besitz der Familie)
- Schloss Sandenburg, Niederlande (1792 bis heute im Besitz der Familie)
- Schloss Haltinne in der Gemeinde Gesves, Belgien (1814–1889)
- Schloss Ry, Mohiville, Belgien (1598 bis heute im Besitz der Familie de Maillen, seit 1909 d'Aspremont Lynden de Maillen)
- Schloss Mouffrin, Belgien (? (nach 1875) bis heute im Besitz der Familie)
- Palais Aspremont in Wien (Ende 17. Jh.–1714)
- Palais Aspremont in Bratislava (1769–1781)
- Schloss von Lednické Rovne in der Slowakei (ca. 1756–1819), mit seinem Park und dem Grabmal des Johann Nepomuk von Aspremont-Lynden[5][6]
- Kloster Baindt: 1802 wurde das Kloster im Zuge der Säkularisation aufgelöst und ging in den Besitz des Grafen von Aspremont-Lynden über. Graf Johann Nepomuk Gobert veräußerte 1812 Baindt, das 1806 durch die rheinische Bundesakte als Standesherrschaft unter königlich württembergische Souveränität gezogen worden war, an Ulmer Kaufleute.[7]

Wappen
Wappen der Barone von Lynden, 1860
Wappen der Grafen von Lynden, 1882
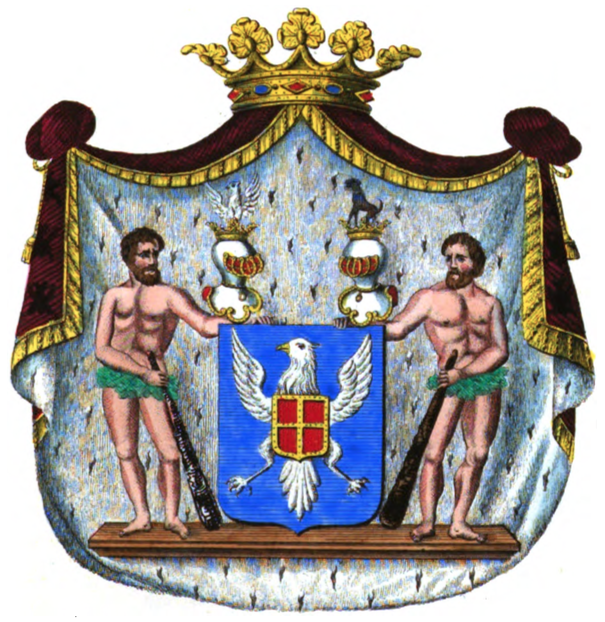
Wappen der Grafen von Aspremont-Lynden, 1845
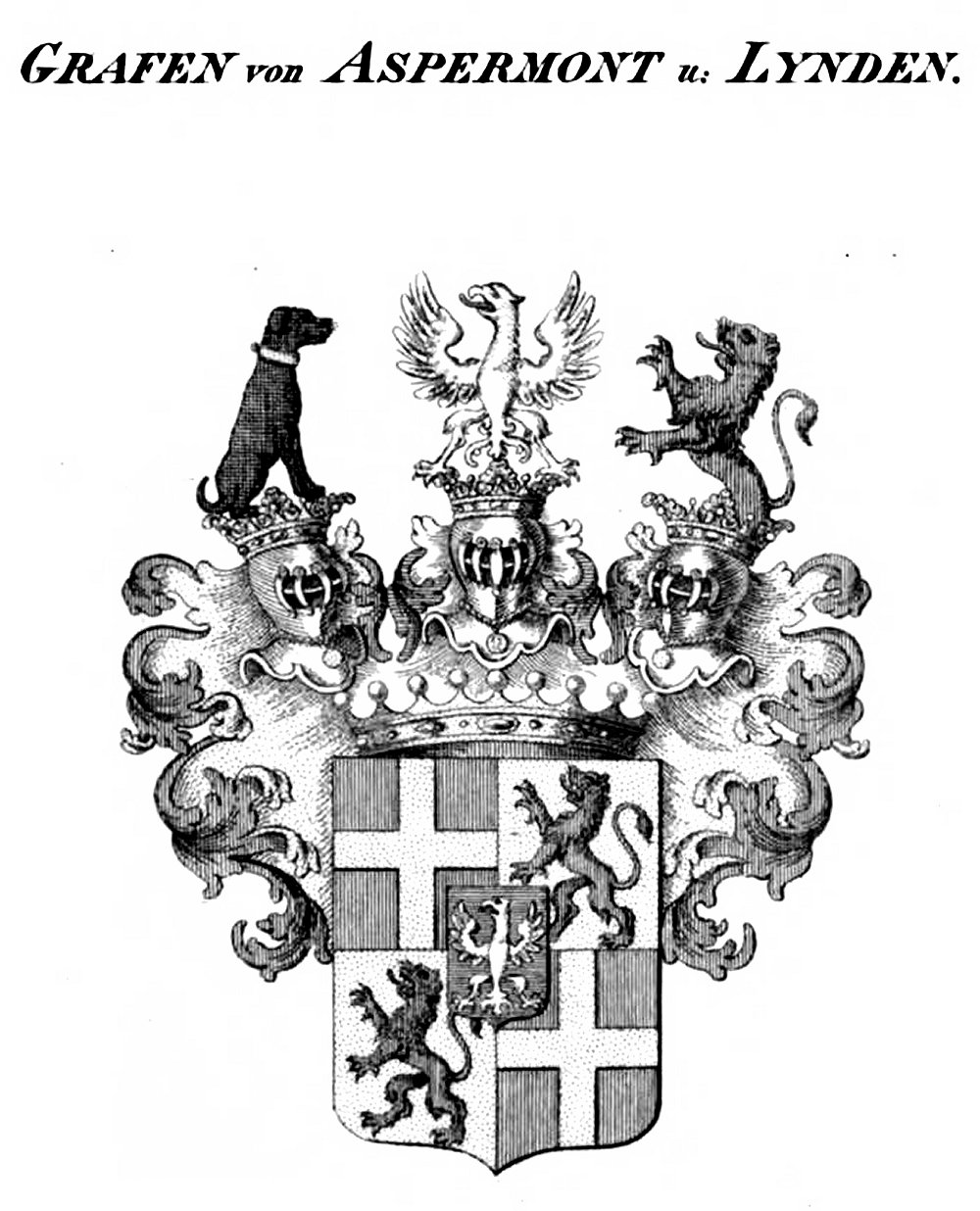
Wappen von Aspremont-Lynden zwischen 1846 und 1865